# HTC Windows Phone 8X
Windows Phone 8X by HTC (inne nazwy: HTC 8X, HTC Windows Phone 8X) – smartfon firmy HTC. Swoją nazwę zawdzięcza nazwie systemu operacyjnego, na którym jest oparty – Windows Phone 8.

## Opis i dane
HTC 8X posiada duży, dotykowy wyświetlacz Super LCD 2 4,3", o rozdzielczości 1280 × 720 pikseli. Procesor 8X to Snapdragon o taktowaniu 1,5 GHz. HTC 8X posiada dysk 16 GB oraz 1 GB RAM. 8X posiada kontrolery: Wi-Fi a/b/g/n, Bluetooth 3.1, NFC oraz USB. Telefon waży 130 gramów, a jego wymiary to 132,35 × 66,2 × 10,12  mm. Ekran telefonu jest pokryty szkłem Gorilla Glass 2. Telefon wyposażony jest też w głośnik oraz wzmacniacz w technologii Beats Audio.